# COSPLAY LOVE! Enchanted princess
『COSPLAY LOVE! Enchanted princess』（コスプレラブ エンチャンテッドプリンセス）は、Confitureの開発・iMelの発売で2022年3月31日にダウンロード販売を開始した恋愛アドベンチャーゲーム。

## 作品概要
本作は日本を拠点とするゲームブランド・Confitureのデビュー作で、2022年3月31日にiMelを発売元としてNintendo SwitchおよびSteamでダウンロード販売を開始した。その後、同年内にPlayStation 4、iOSおよびAndroid版もリリースされている。
メーカーでは本作について恋愛アドベンチャーゲームとしては世界初となるNVIDIA Image Scalingを採用し、従来のバイリニアスケーリングと比較して4K解像度での動作に顕著な改善が認められるとしている。
リリース当初から日本語、英語、中国語（簡体字・繁体字）の多言語表示に対応しているが、音声は日本語のみ収録している。Steam版ではメーカー公式サイトで配布しているパッチ（18歳未満ダウンロード禁止）を適用することにより、成人向け描写が追加される。

## ストーリー
主人公は小物やアクセサリーを製造する企業の商品開発部でデザイナーをしているが、入社以来デザイン案が一度も採用されたことが無く苦境に陥っていた。ある休日、主人公は「原点回帰」とばかりに学生時代から視聴していたアニメ『Time's Aegis -Another Mission-』のオンリーイベントに一般参加するが、その会場であたかも画面から主人公の柊リースがそのまま飛び出して来たかのような高い再現度のコスプレイヤーに遭遇する。
数日後、残業を終えて帰路に就いた主人公は喫茶店でイベントの時に出会ったコスプレイヤーの御月千代と再会する。良家の令嬢であり、周囲に『Time's Aegis』の視聴者がおらず共通の話題で盛り上がれる仲間を欲していた千代は、主人公に向かって開口一番「コスプレ友達になってください」と懇願する。そして、リースが作中で発した決め台詞「巡りゆく時の中で、再度の出会いが叶いました。ならば、これが運命──というものでしょう？」を千代が口にしたところから、新米デザイナーとお嬢様コスプレイヤーの奇妙な交際が始まる。

## 登場人物
御月 千代（みづき ちよ）
声 - 野中みかん
身長166cm、体重44kg、スリーサイズはB89（Eカップ）・W56・H86。良家のお嬢様で才色兼備、普段は学問や習い事で多忙な日々を送っており、新米デザイナーの主人公とはまったく住む世界が違っていたかに思われた。以前に放送されていたアニメ『Time's Aegis -Another Mission-』の大ファンで、お忍びでイベントに参加して主人公の柊リースのコスプレを楽しんでいるが、身近に視聴者が誰もいないため、共通の話題で盛り上がれる友達がいないことに悩んでいた。